# Euphorbia monostyla
Euphorbia monostyla är en törelväxtart som beskrevs av Jaroslav Ivanovic Yaroslav Ivanovich Prokhanov. Euphorbia monostyla ingår i släktet törlar, och familjen törelväxter. Inga underarter finns listade i Catalogue of Life.